# Харіс Памбукіс
Харіс Памбукіс (грец. Χάρης Παμπούκης, 1958, Афіни) — грецький політик, від 7 жовтня 2009 до 17 червня 2011 року міністр держави.

## Біографія
Харіс Памбукіс народився в Афінах 1958 року. Вивчав право в Університеті Париж I, де він також закінчив аспірантуру (в галузі міжнародного приватного права і права міжнародної торгівлі) і здобув науковий ступінь доктора наук (Docteur d'Etat) з міжнародного приватного права.
У 1984—1987 роках працював співробітником Центру досліджень міжнародного права Університету Париж II, у той самий час також відвідував семінари Гаазької академії міжнародного права (Департамент з міжнародного приватного права).
Працював адвокатом у Верховному суді, в період 1987 — 1988 років — у міжнародній юридичній фірмі Coudert Brothers (або Coudert Frères) в Парижі, 1990 року заснував із колегами власну фірму. 1990 року став професором права Афінського університету. В період 1990 — 1996 років він був головним редактором з міжнародного права Revue Hellenique.
З 1992 по 1996 роки був консультантом міністерства юстиції Греції з цивільного права. У 1995—1997 роках був членом Законодавчого редакційного комітету з ратифікації Конвенції ООН про міжнародні купівлі-продаж товарів (Віденська конвенція).
Між 1996—1997 роками обіймав посаду спеціального радника заступника міністра закордонних справ. У 1997 році призначений помічником професора права в Афінському університеті. З 1999 по 2001 рік був секретарем з питань адміністрації та організації Міністерства закордонних справ. Автор численних монографій, наукових статей.
Від 7 жовтня 2009 року призначений міністром держави. 17 червня 2011 року його наступником став Іліас Мосіалос.
Одружений, батько двох дітей.